# Petljakow Pe-3
Die Petljakow Pe-3 (russisch Петляков Пе-3) war ein schweres sowjetisches Höhenjagdflugzeug aus dem Zweiten Weltkrieg. Entwickelt wurde sie vom sowjetischen Flugzeugkonstrukteur Wladimir Petljakow.

## Entwicklung
Die Projektierungsarbeiten am Samoljot 100 (deutsch „Flugzeug 100“) begannen 1938 nach einer Ausschreibung der sowjetischen Regierung für einen zweimotorigen Höhenjäger. Die Flugerprobung begann am 22. Dezember 1939 mit Pjotr Stefanowski unter der Bezeichnung WI-100 („Wysotny Istrebitel“ – Höhenjäger). Noch vor ihrer Beendigung wurde der Beschluss gefasst, das Modell zum Sturzkampfbomber umzurüsten. Ergebnis war die in sehr großen Stückzahlen gebaute Petljakow Pe-2.
Trotzdem wurden unter der Bezeichnung Pe-3 23 als Jäger ausgelegte Flugzeuge gebaut, die stärker bewaffnet waren und im Gegensatz zur herkömmlichen Pe-2 keine Sturzflugbremsen und keinen Bombenschacht besaßen. Diese Maschinen bewährten sich recht gut und so wurde eine zweite Serie von 200 als Pe-3bis betitelten Jagdflugzeugen aufgelegt und ab Herbst 1941 in die Moskauer Luftverteidigung integriert. Unter den Tragflächen konnten zusätzlich zur Kanonenbewaffnung acht RS-82-Raketen und 300 kg Bomben mitgeführt werden. Ein Jahr später wurden die verbliebenen Pe-3 an die Seeflieger abgegeben, die sie zum Schutz der Lend-Lease-Geleitzüge im Eismeer einsetzten.
Da der Bedarf an Höhenjagdflugzeugen nicht besonders groß und durch die vorhandenen Pe-3/Pe-3bis zusammen mit den MiG-3 ausreichend abgedeckt war, wurden von der Pe-3 noch verschiedene andere Einsatzversionen hergestellt.
So erschien 1942 die aus der Pe-3bis entwickelte Aufklärungsvariante Pe-3R, die in großen Mengen eingesetzt wurde. Es entstand noch der Sturzkampfbomber Pe-3I sowie der Höhenjäger Pe-3WI mit Druckkabine.
Wie die meisten zweimotorigen Jäger bewährte sich das Flugzeug in seiner ursprünglichen Rolle nicht, jedoch wurde es in der auch gar nicht gebraucht, da die erwarteten Einsätze deutscher Höhenbomber ausblieben. Im Kampf mit einmotorigen Jägern war das Flugzeug zu schwer. Die Pe-3 bewährte sich aber als Langstreckenjäger im Kampf gegen deutsche Seeaufklärer wie die Fw 200.
Insgesamt wurden etwa 1300 Exemplare gebaut.

## Technische Daten

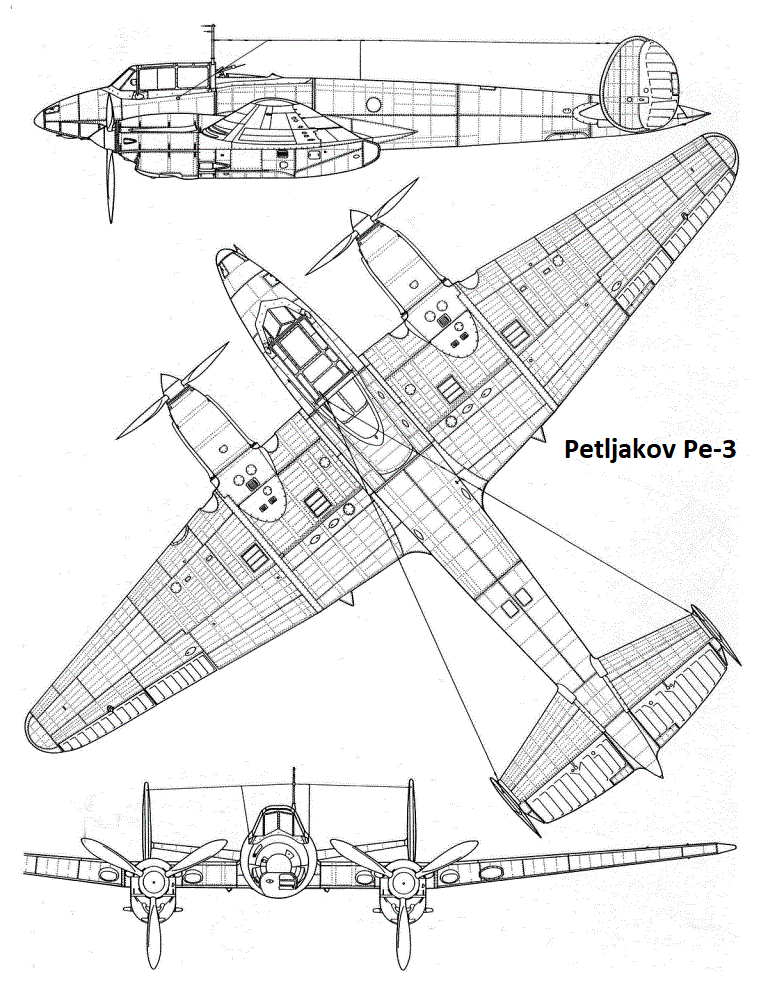
Dreiseitenansicht

| Kenngröße             | Pe-3                                                                                              | Pe-3bis |
| --------------------- | ------------------------------------------------------------------------------------------------- | --- |
| Konzeption            | zweimotoriges Jagdflugzeug                                                                        | zweimotoriges Jagdflugzeug |
| Konstrukteur          | Wladimir Petljakow                                                                                | Wladimir Petljakow |
| Besatzung             | 2 (Pilot, Bordschütze)                                                                            | 2 (Pilot, Bordschütze) |
| Länge                 | 12,78 m                                                                                           | 12,78 m |
| Spannweite            | 17,11 m                                                                                           | 17,11 m |
| Höhe                  | 3,95 m                                                                                            | 3,95 m |
| Flügelfläche          | 40,50 m²                                                                                          | 40,50 m² |
| Flügelstreckung       | 7,2                                                                                               | 7,2 |
| Flächenbelastung      | 195,00 kp/m²                                                                                      | k. A. |
| Leistungsbelastung    | 3,50 kp/PS                                                                                        | k. A. |
| Leermasse             | 5.730 kg                                                                                          | 5870 kg |
| Startmasse            | 7.880 kg                                                                                          | 8040 kg |
| Antrieb               | zwei flüssigkeitsgekühlte Zwölfzylinder-V-Motoren                                                 | zwei flüssigkeitsgekühlte Zwölfzylinder-V-Motoren |
| Typ                   | Klimow M-105                                                                                      | Klimow M-105R |
| Startleistung         | je 808 kW (1.099 PS)                                                                              | je 820 kW (1.115 PS) |
| Höchstgeschwindigkeit | 535 km/h in 5000 m Höhe 444 km/h in Bodennähe                                                     | 540 km/h in 5000 m Höhe 450 km/h in Bodennähe |
| Steigzeit             | 9 min auf 5000 m                                                                                  | k. A. |
| Dienstgipfelhöhe      | 9100 m                                                                                            | 9100 m |
| Reichweite            | maximal 2150 km                                                                                   | 1700 km |
| Bewaffnung            | 2 × 20-mm-MK SchWAK 2 × 12,7-mm-MG UBK 1 × 12,7-mm-MG UBT 2 × 7,62-mm-MG SchKAS 2 × 100-kg-Bomben | 1 × 20-mm-MK SchWAK 1 × 12,7-mm-MG UBK 3 × 7,62-mm-MG SchKAS 8 × 82-mm-Raketengeschosse RS-82 3 × 100-kg-Bombe im internen Bombenschacht spätere Produktion: 2 × 20-mm-MK SchWAK 3 × 12,7-mm-MG 2 × 7,62-mm-MG |